# Estació de Natzaret
L'estació de Natzaret és una estació de ferrocarril localitzada al barri de Natzaret de València i que forma part de la línia 10 de l'operador Metrovalència. L'estació pertany a la zona tarifària A de Ferrocarrils de la Generalitat Valenciana (FGV) i l'Autoritat de Transport Metropolità de València (ATMV). L'adreça oficial de l'estació és el carrer de Fontilles, número 3.

## Història

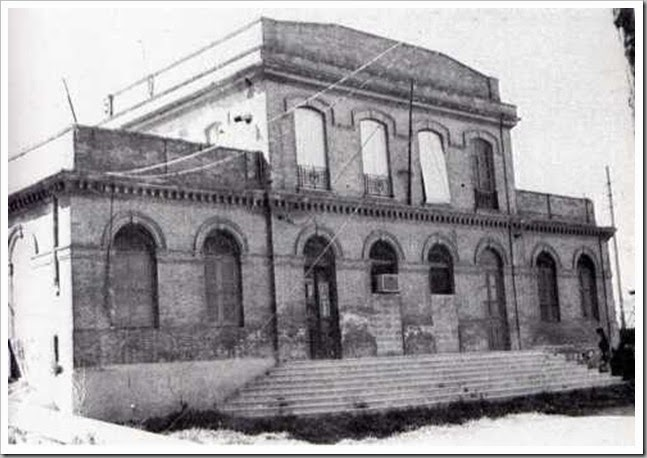
Antiga estació de Natzaret (1957-)

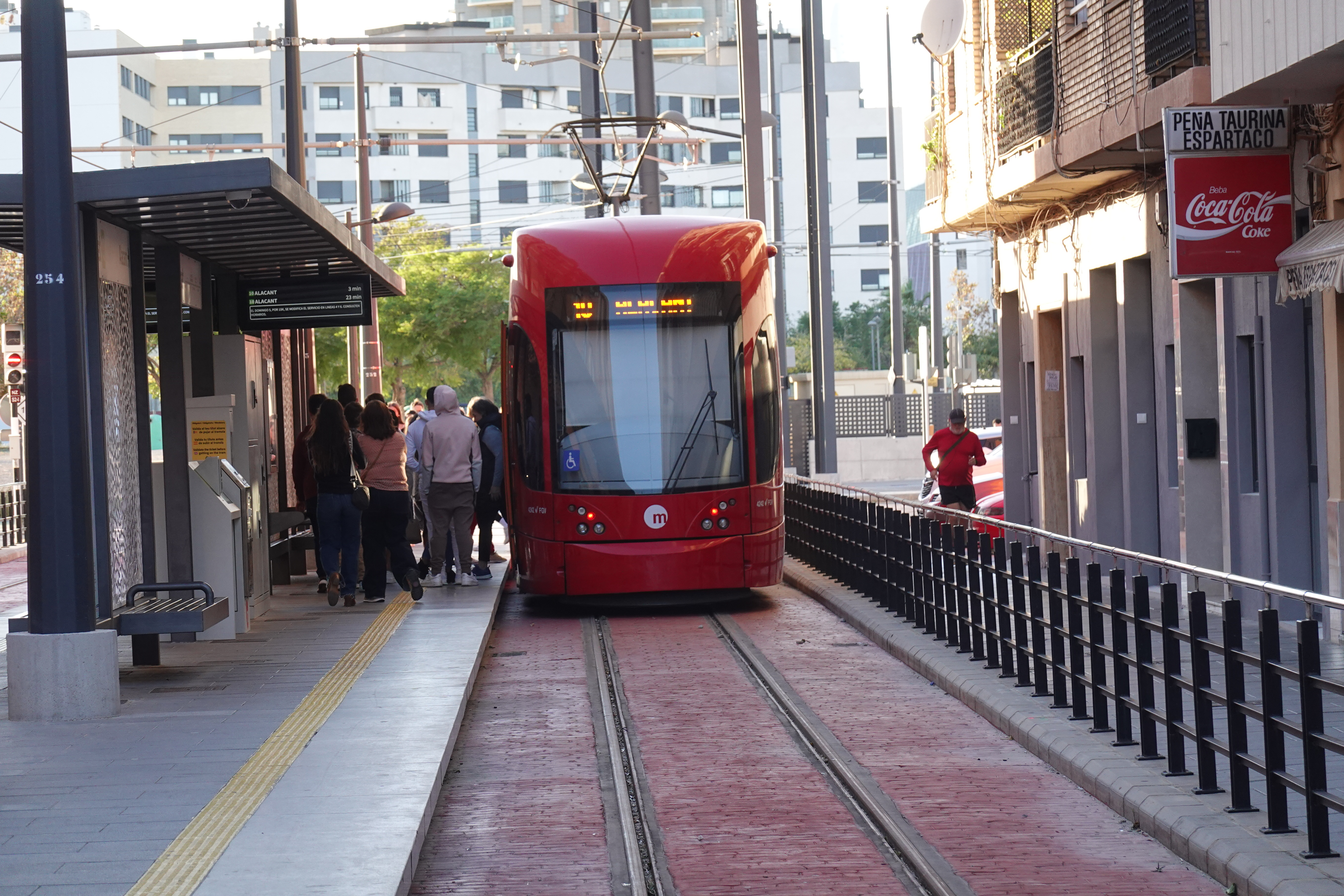
Actual estació de Natzaret (2023)

La històrica estació de Natzaret fou inaugurada el 15 d'agost de 1912 per la Companyia de Tramvies i Ferrocarrils de València (CTFV). El servici ferroviari de passatgers i mercaderies circul·lava entre les estacions de Natzaret i Jesús. La inauguració, el 12 de juliol de 1941, del tramvia a Natzaret per l'avinguda del Port suposà un important descens dels passatgers i feu poc rendible la línia. La riuada de 1957, que afectà greument a les instal·lacions ferroviàries de la línia Jesús-Natzaret, provocà el tancament de la línia i de l'estació fins a l'actualitat, romanent encara en estat de ruïna.
L'actual estació de Natzaret fou inaugurada juntament amb la nova línia 10 el 17 de maig de 2022. La construcció de l'estació va començar el 2007, però es va paralitzar junt amb la línia 10 a causa de la crisi econòmica l'any 2011. En 2011 es van paralitzar les obres per falta de fons, amb l'estació del Mercat Central acabada i la part subterrània del tram entre Alacant i Natzaret parcialment completada. Les obres de la línia es van reprendre el 2019

## Distribució
La morfologia de l'estació, en superfície, és de dues vies amb una plataforma central i dues andanes. Les andanes no disposen de mampares de seguretat. En ser un cap de línia, l'estació acaba en un cul de sac. L'estació disposa d'accessibilitat per a persones amb discapacitat física, visual i auditiva.

### Línies
| Procedència/Destinació | <       | Línia | >   | Procedència/Destinació |
| ---------------------- | ------- | ----- | --- | ---------------------- |
| Alacant                | Moreres | ...   | Cap | Natzaret               |